# Isla del Baño
Isla del Baño (o bien Isla Baño, en urdu: جزیرہ باتھ) es uno de los barrios de la del sector de Saddar en Karachi, en la provincia de Sind, al sur de Pakistán. Existen varios grupos étnicos incluyendo Muhajires, punjabíes, sindhis, cachemires, Seraikis, pastunes, baluchis, Memons, Bohras, ismaelitas, etc. Más del 99% de la población es musulmana.